# 萊卡：久經血雨
《萊卡：久經血雨》（中国大陆又译作）是2023年类银河战士恶魔城游戏，由Brainwash Gang开发、Headup Games发行，对应Windows平台。
据Metacritic，游戏获得「總體好評」；据OpenCritic统计，游戏获得60%媒体推荐。